# Santiago Apoala
Santiago Apoala es una localidad del estado mexicano de Oaxaca. Es cabecera del municipio de Santiago Apoala.

## Demografía
| Censo | Población |
| ----- | --------- |
| 1900  | 857       |
| 1910  | 889       |
| 1921  | 1085      |
| 1930  | 507       |
| 1940  | 316       |
| 1950  | 453       |
| 1960  | 412       |
| 1970  | 798       |
| 1980  | 326       |
| 1990  | 262       |
| 1995  | 225       |
| 2000  | 204       |
| 2005  | 129       |
| 2010  | 186       |
| 2020  | 270       |